# Lethe mansonia
Lethe mansonia är en fjärilsart som beskrevs av Hans Fruhstorfer 1911. Lethe mansonia ingår i släktet Lethe och familjen praktfjärilar. Inga underarter finns listade i Catalogue of Life.